# Torch Singer
Torch Singer is een Amerikaanse Pre-Code film uit 1933 onder regie van Alexander Hall en George Somnes. De film is gebaseerd op een kort verhaal van Grace Perkins dat in het Amerikaanse tijdschrift Liberty werd gepubliceerd en werd destijds in Nederland uitgebracht onder de titel Nachtclub Madonna.

## Verhaal
Sally heeft een buitenechtelijk kind maar kan niet langer voor haar zorgen en staat haar af ter adoptie. Michael, de vader van het kind, wist nooit dat Sally een kind heeft gekregen en vertrekt onwetend naar China; Sally ziet dit als een afwijzing. Ze vindt werk als een nachtclubzangeres en zoekt heil in de drank. Wanneer ze plotseling haar kind weer op het spoor komt, komt ze voor de keuze te staan om haar wilde levensstijl op te geven.

## Rolverdeling
| Acteur            | Personage                    |
| ----------------- | ---------------------------- |
| Claudette Colbert | Sally Trent, aka Mimi Benton |
| Ricardo Cortez    | Tony Cummings                |
| David Manners     | Michael "Mike" Gardner       |
| Lyda Roberti      | Dora Nichols                 |
| Baby LeRoy        | Bobby (Dora's 1-jarig kind)  |
| Charley Grapewin  | Andrew "Juddy" Judson        |
| Sam Godfrey       | Harry, Radio Announcer       |
| Florence Roberts  | Mother Angelica              |
| Virginia Hammond  | Mrs. Julia Judson            |
| Cora Sue Collins  | Sally (5 jaar oud)           |
| Helen Jerome Eddy | Miss Spaulding               |
| Albert Conti      | Carlotti                     |
| Ethel Griffies    | Agatha Alden                 |